# 102-я танковая дивизия (СССР)

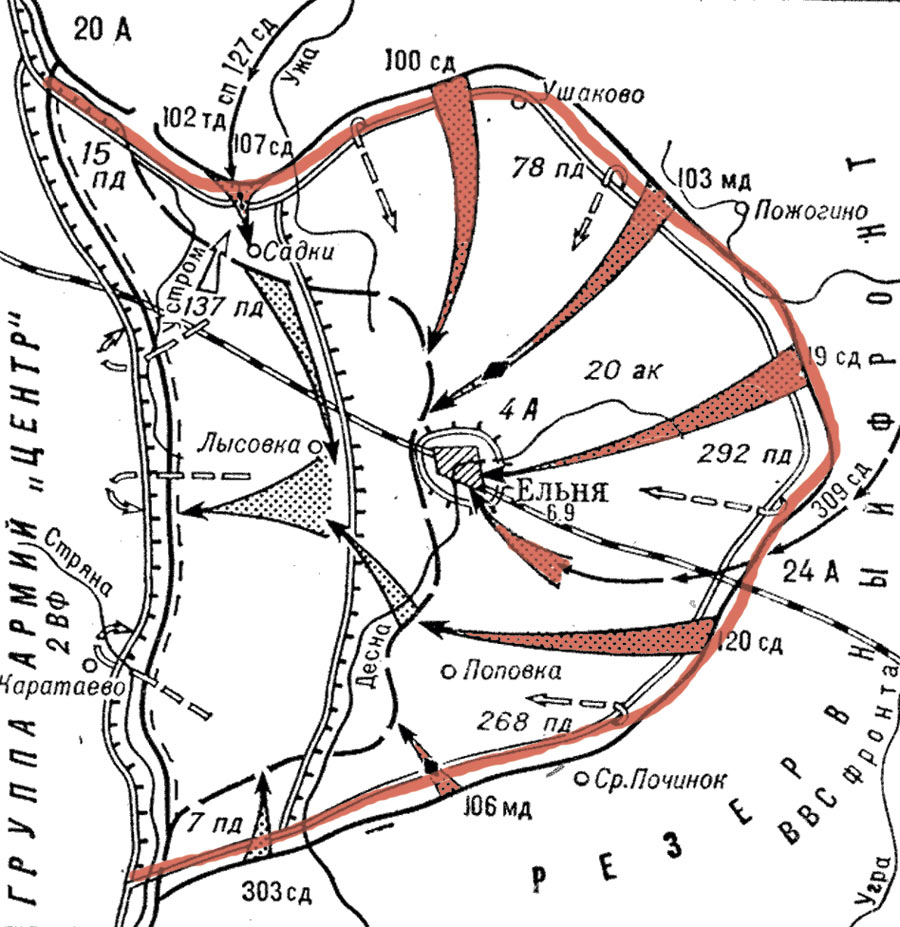
Схема Ельнинской наступательной операции. Дислокация формирований, перед Ельнинским выступом, на 29 августа 1941 года.

102-я танковая дивизия — общевойсковое соединение АБТВ РККА Вооружённых Сил СССР в Великой Отечественной войне. 
Наименование:
- полное действительное — 102-я танковая дивизия;
- сокращённое действительное — 102 тд. Период боевых действий: с 15 июля 1941 года по 10 сентября 1941 года[1].

## История
Танковая дивизия сформирована в марте 1941 года в Северо-Кавказском военном округе, как 56-я танковая дивизия, на базе 10-й кавалерийской Терско-Ставропольской и 12-й кавалерийской Кубанской дивизий.
На 22 июня 1941 года дислоцировалась в Армавире. 29 июня согласно директиве Генерального Штаба Красной Армии № 9/ЗР, от 27 июня 1941 года отбыла в район Иловайска.
15 июля 1941 года переименована (и переформирована) в 102-ю танковую дивизию, находясь в районе Ефаново, Селижань. На 17 июля во фронтовом резерве Изялово, Высоцкое, Берёзки, Щелканово. 19 июля из дивизии был передан артиллерийский дивизион 76-мм орудий в 108-ю танковую дивизию.
С 30 августа принимала участие в Ельнинской наступательной операции, входя в состав северной группы 24-й армии и ведя наступление с целью ликвидации Ельнинского выступа. 3 сентября дивизии был передан 395-й стрелковый полк 127-й стрелковой дивизии. Дивизия начала наступление, имея в своём составе лишь 20 исправных основных танков, причём большая часть из них с ограниченным моторесурсом. Дивизия атаковала достаточно успешно, однако пехота отстала и в целом задача выполнена не была. Принимала участие до конца операции.
10 сентября 1941 года переформирована в 144-ю танковую бригаду.

## Состав
- управление
- 204-й танковый полк
- 205-й танковый полк
- 102-й мотострелковый полк
- 102-й артиллерийский полк
- 102-й разведывательный батальон
- 102-й отдельный зенитно-артиллерийский дивизион
- 102-й отдельный батальон связи
- 102-й автотранспортный батальон
- 102-й ремонтно-восстановительный батальон
- 102-й понтонно-мостовой батальон
- 56-й медико-санитарный батальон
- 102-я рота регулирования
- 56-й полевой автохлебозавод
- ??-я полевая почтовая станция
- 239-я полевая касса Госбанка (на 01.10.1941 г.)

## В составе
| Дата                 | Фронт (округ)                   | Армия      | Корпус (группа)              | Примечания |
| -------------------- | ------------------------------- | ---------- | ---------------------------- | ---------- |
| март 1941 года       | Северо-Кавказский военный округ |            |                              |            |
| 01 июля 1941 года    | Резерв Ставки ВГК               | 19-я армия | 26-й механизированный корпус |            |
| 01 августа 1941 года | Резервный фронт                 | 24-я армия | -                            |            |

## Командиры
- Илларионов Иван Дмитриевич, (март 1941-10.09.1941), полковник